# 90140 Ґомесдоне
90140 Ґомесдоне (90140 Gómezdonet) — астероїд головного поясу, відкритий 28 грудня 2002 року.
Тіссеранів параметр щодо Юпітера — 3,525.